# 倍吞克理渾國家公園
1°13′15″N 113°21′11″E / 1.22083°N 113.35306°E
倍吞克理渾國家公園，原稱勿洞克里洪國家公園是印度尼西亚婆羅洲島西加里曼丹省的國家公園，它位於內陸、馬來西亞邊境附近。該公園成立於1995年，面積8,000平方（3,100平方英里），約佔西加里曼丹省面積5.5%。與馬來西亞面積約2,000平方（770平方英里）的蘭扎恩地茂野生動物保護區一起，已被列入名為「婆羅洲的熱帶雨林跨境遺產」的世界遺產預備名單。有300種鳥類、162種魚類、54種哺乳類動物棲息。